# ОШ „Десанка Максимовић” Рибник
ОШ „Десанка Максимовић” је једна од основних школа на подручју општине Рибник. Налази се на адреси Раде Јованића 24. Име је добила по Десанки Максимовић српској пјесникињи, професорици књижевности и академику Српске академије наука и уметности.

## Историјат
Основна школа "Десанка Максимовић" у Горњем Рибнику отворена је 1910. године. Срушена је у Другом свјетском рату, а на истим темељима 1947. саграђена је нова зграда. Од 1964. радила је у новом објекту, под називом ОШ "Иво Лала Рибар", а похађало ју је око 800 ученика. У њеном саставу биле су школе у селима: Бусија, Велијашница, Растака, Слатина и Црквено. Године 1992. промијенила је име у ОШ "Десанка Максимовић". До септембра 1995. школу је похађало око 400 ученика, а тада је
хрватска војска протјерала становништво. Школа није радила до краја августа 1996. Послије потписивања Дејтонског мировног споразума, Рибник је добио статус Општине, а већи дио становништва се вратио. Школу у Горњем Рибнику су 2007/2008. похађала 222 ученика, а школске 2015/2016. имала је 195 ученика, 32 наставника и три вјероучитеља православне вјеронауке. У њеном саставу радиле су петогодишње подручне школе у селима Доњи Врбљани, Велијашница (отворена почетком шездесетих година ХХ вијека), Доња Слатина (1932), Делибрдо - заселак Горњих Врбљана (отворена почетком шездесетих).
Школа у Доњим Врбљанима отворена је 1912, на иницијативу свештеника Николе Савановића из Рибника и Николе Томића из Врбљана. Школске 1958/1959. прерасла је у осмогодишњу школу под називом ОШ "9. мај". У њеном саставу биле су подручне школе у засеоцима Горњих Врбљана - Делибрду и Страјинићима. У току 1974. имала је око 750 ученика, али се број ученика нагло смањивао, па је 1978. припојена школи у Горњем Рибнику. Све школе имају спортске терене, а централна и школа у Доњим Врбљанима имају и спортске сале. Ђачка библиотека има око 8.000, а наставничка око 4.000 књига. ОШ "Десанка Максимовић" у Горњем Рибнику. Раније су у саставу централне школе била и подручна одјељења: Растока (отворена 1955, касније ушла у састав школе у Доњој Превији), Црквено (отворена 1951, угашена седамдесетих година), Бусије (отворена 1960, угашена седамдесетих година), Страјинићи - заселак Горњих Врбљана (1963-1978).